# Il·luminats
Il·luminats és un programa de televisió emès per primera vegada a la Televisió de Catalunya el 17 de gener de 2020. Es tracta d'un espai de converses amb “personatges rellevants de la cultura”, escrit i dirigit per Jordi Lara, que s'emet pel Canal 33. Se n'han emès tres temporades completes i ha començat la quarta.
Fins ara, ha permès conversar amb Josep Vallverdú, Sergi Pàmies, Íngrid Guardiola, Xavier Albertí, Roger Mas, Àlex Susanna, Sol Picó, Pilarín Bayés, Tortell Poltrona, Marta Pessarrodona, David Fernández, Paula Bonet, Carlota Gurt, Joan-Lluís Lluís, Jordi Tosas i Emma Vilarasau.

## Premis
2023 - Palmarès Premis Zoom, 21a edició, pel "Millor format cultural i divulgatiu"